# 茨城県道・栃木県道291号下伊勢畑増井線

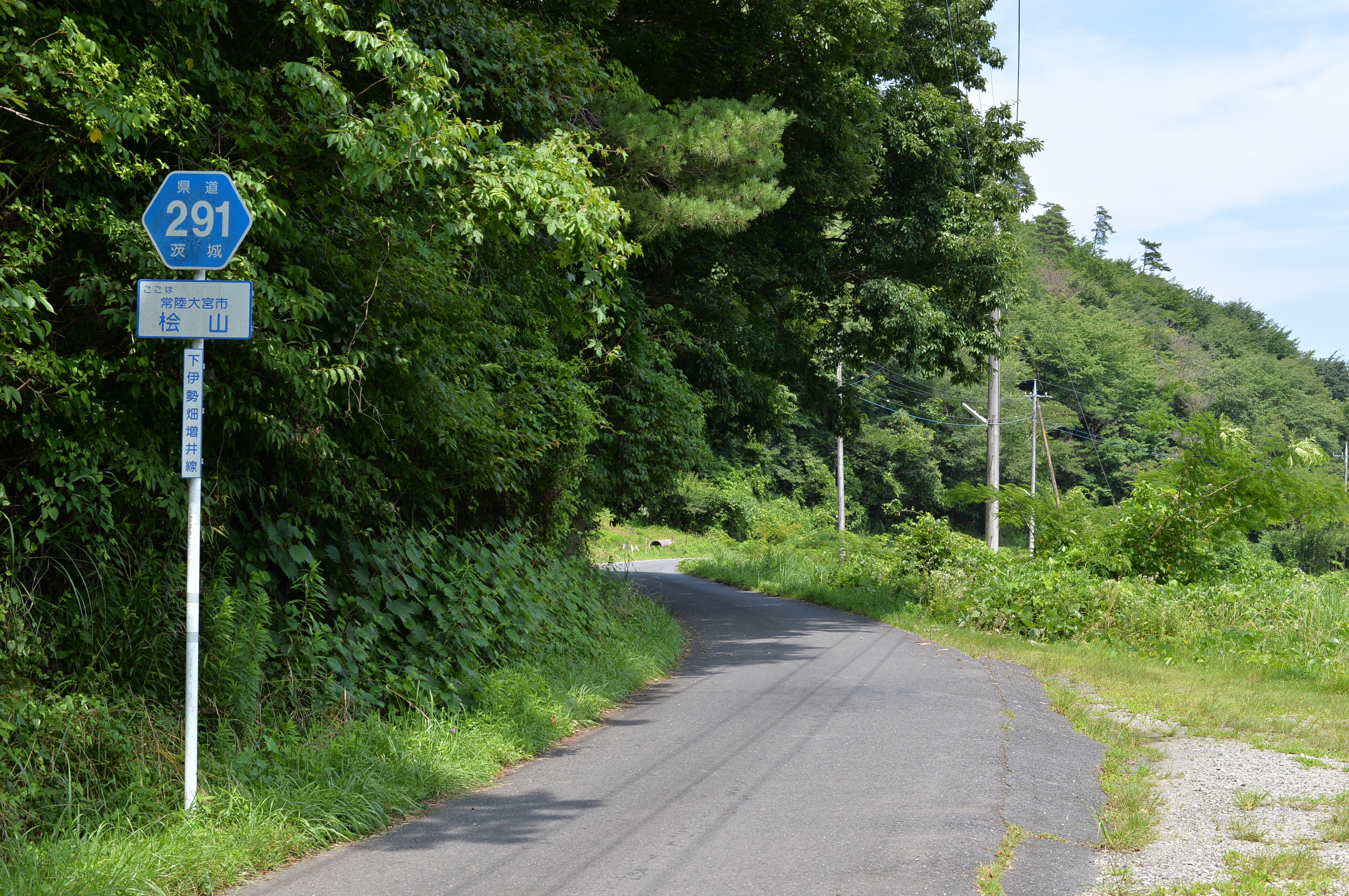
茨城県道291号下伊勢畑増井線
常陸大宮市桧山（2014年7月）

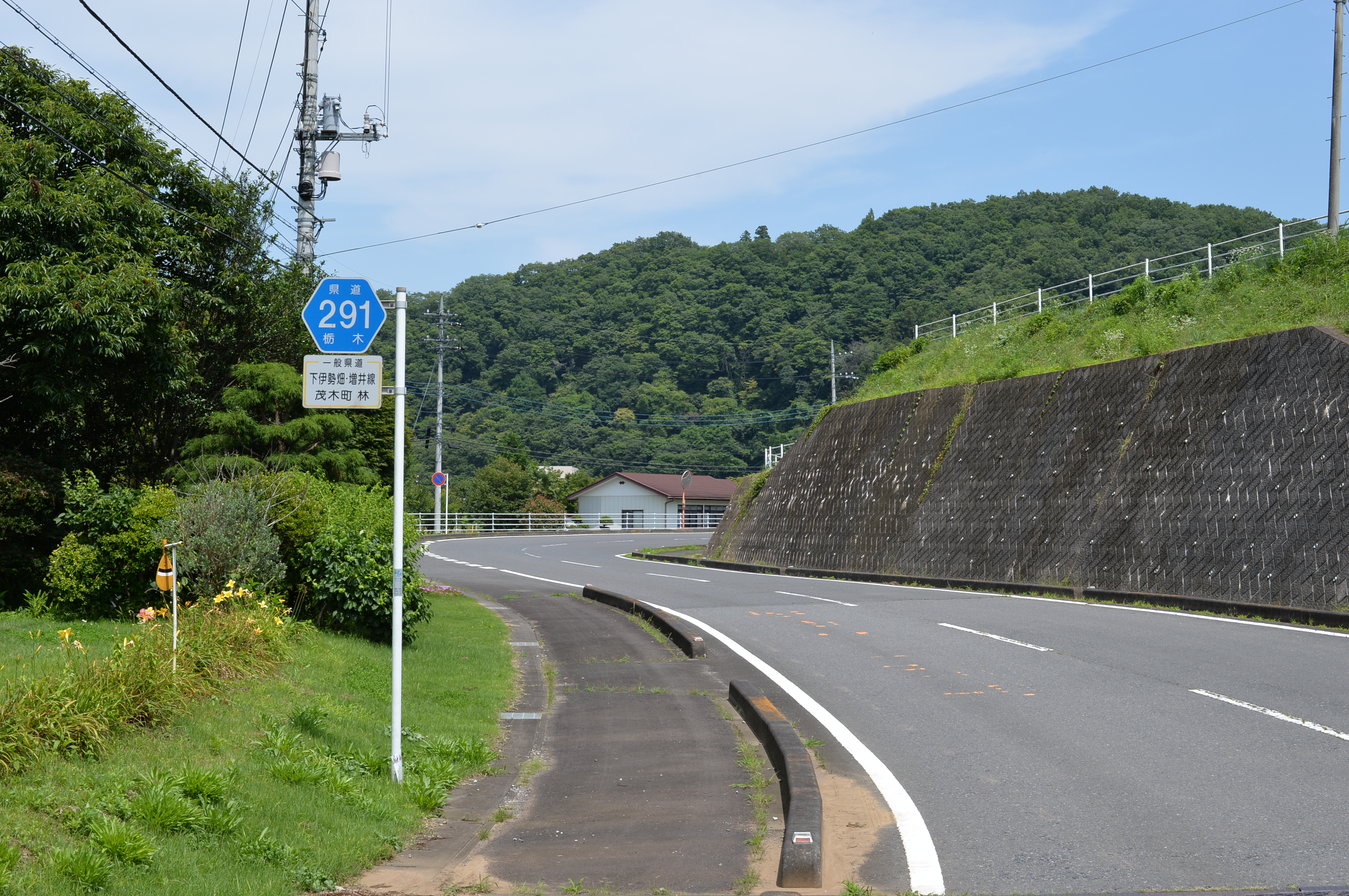
栃木県道291号下伊勢畑・増井線
茂木町林の終点付近（2014年7月）

茨城県道・栃木県道291号下伊勢畑増井線（いばらきけんどう・とちぎけんどう291ごう しもいせはたましいせん）は、茨城県常陸大宮市から栃木県芳賀郡茂木町に至る一般県道である。

## 概要
茨城県常陸大宮市下伊勢畑（御前山ダム付近）の茨城県道39号笠間緒川線分岐を起点として西方向へ向かい、栃木県芳賀郡茂木町増井の国道123号交点へ接続する一般県道である。路線の大部分は八溝山地の山間部にある常陸大宮市桧山地区と茂木町桧山地区を通る生活道路であり、途中、ツインリンクもてぎの敷地内を横断する。ただし、ツインリンクもてぎとの道路境界はフェンスで囲われており、入場ゲートが接続されていないので、一般者は本路線からツインリンクもてぎへ直接入場することはできない。

### 路線データ
- 指定：1977年（昭和52年）6月17日
- 起点：茨城県常陸大宮市下伊勢畑2962番1（茨城県道39号笠間緒川線交点）[1]
- 終点：栃木県芳賀郡茂木町大字増井（国道123号、栃木県道27号那須黒羽茂木線重複区間＝林入口交差点）
- 総延長：*.* km（茨城県区間：4.034 km[2]、栃木県区間：*.* km）
- 重用延長：*.* km（茨城県区間：0.0 km[2]、栃木県区間：*.* km）
- 未供用延長：なし（茨城県区間：0.0 km[2]、栃木県区間：*.* km）
- 実延長：*.* km（茨城県区間：4.034 km[2]、栃木県区間：*.* km）
- 自動車交通不能区間延長[注釈 1]：*.* km（茨城県区間：0.0 km[2]、栃木県区間：*.* km）

## 歴史
- 1977年（昭和52年）6月17日
  - 茨城県において新規路線として下伊勢畑増井線（東茨城郡御前山村大字下伊勢畑 - 栃木県芳賀郡茂木町大字増井、整理番号402）を路線認定[3]。
  - 茨城県内の道路区域を東茨城郡御前山村大字下伊勢畑 - 同村大字檜山（4.00 km）に指定[4]。
- 1995年（平成7年）3月30日：茨城県区間において、整理番号が整理番号402から現在の番号（整理番号291）に変更される[5]。
- 1998年（平成10年）1月16日：東茨城郡御前山村大字下伊勢畑（主要地方道笠間緒川線） - 同村大字檜山の御前山ダム建設に伴う付け替え道路の道路区域（1.532 km）が決定する[1]。
- 2004年（平成16年）10月1日：東茨城郡御前山村大字下伊勢畑（主要地方道笠間緒川線） - 同村大字桧山の御前山ダム建設に伴う付け替え道路（1.532 km）が開通[6]。
- 2008年（平成20年）6月12日：常陸大宮市大字檜山字小笹目 - 同市大字檜山字柿添の狭隘な現道区間（0.96 km）を拡幅改良する区域に決定[7]。

## 路線状況
御前山ダム建設に伴う付け替え道路である起点付近の1.5km区間と、ツインリンクもてぎから終点までの3.8km区間は、対向2車線の道路改良された道路で、これ以外の茨城・栃木両県の桧山地区における区間は1〜1.5車線の狭隘で屈曲した道路である。特に、栃木県側の桧山地区は乗用車1台分程の幅員の狭隘道路で、車両すれ違いが困難な状況にある。交通量は非常に少ない。

### 道路施設
- 二又橋（常陸大宮市下伊勢畑）
相川（御前山ダムのダム湖）に架かる3径間連続RC桁橋。2004年（平成16年）9月竣工。
- 桧山大橋（常陸大宮市桧山）
桧山川（御前山ダムのダム湖）に架かるRC桁橋。2000年（平成12年）1月竣工。
- 林橋（逆川、芳賀郡茂木町林 - 同町増井）

## 地理
全区間が茨城・栃木県境の八溝山地山間部にあり、那珂川支流の桧山川に沿って道路が延びる。

### 通過する自治体
- 茨城県常陸大宮市 - 栃木県芳賀郡茂木町

### 沿線の施設
- ツインリンクもてぎ